# Orchid (gruppo musicale 1997)
Gli Orchid sono una band screamo fondata nel 1997, ad Amherst, Massachusetts

## Formazione
- Will Killingsworth - chitarra
- Jeff Salane - batteria
- Jayson Green - voce
- Geoff Garlock - basso (settembre 1999 - luglio 2002)
- Brad Wallace - basso (gennaio 1998 - agosto 1999)

La formazione della band ha avuto una leggera variazione ad agosto 1999, periodo in cui Brad, primo bassista, lascia il posto a Geoff, ma, chi durante l'attività negli Orchid, chi dopo, i vari membri della band hanno formato numerosi side-projects. Jayson, Geoff e Jeff insieme formarono i Panthers, mentre Will e Brad (il primo bassista) formarono i Bucket Full Of Teeth, membro fondatore dei quali fu anche Greg Drudy, batterista dei Saetia, altro gruppo fondamentale del filone screamo underground. Brad comparirà anche come chitarrista dei Wolves, e, dopo il loro scioglimento, dei Transistor Transistor, ancora attivi, mentre Will formerà gli Ampere.
Will è il proprietario dell'etichetta Clean Plate Records, che ha pubblicato tutti gli album dei Bucket Full Of Teeth e la raccolta Totality degli Orchid.

## Discografia

### Album in studio
- 1999 - Chaos Is Me
- 2000 - Dance Tonight! Revolution Tomorrow!
- 2002 - Gatefold

### Raccolte
- 2002 - Chaos Is Me/Dance Tonight!
- 2005 - Totality

### EP, split e demo
- Demo Tape (Autoprodotta)
- Orchid / Pig Destroyer, split 7" su Amendment
- Omonimo, 7" su Hand Held Heart
- Orchid / Encyclopedia Of American Traitors, split 7" su Witching Hour
- Orchid / Combat Wounded Veteran, split 6" su Clean Plate
- Orchid / The Red Scare, split 7" su Hand Held Heart
- Orchid / Jeromes Dream, split a forma di teschio su Witching Hour

Gli Orchid vantano apparizioni in varie compilation, fra cui Falafel Grind; 32 Bands Proving That Cripple Bastards Suck su Obscene, CD tributo ai Cripple Bastards. Inoltre, come già detto, vi è una raccolta, Totality, su CD su Clean Plate, che contiene tutte le tracce apparse nei vari split e nelle compilation (inclusa un'altra versione di Weekend At The Fire Academy, già in Chaos Is Me)